# Will Hoskins
William Richard Hoskins (Nottingham, 6 maggio 1986) è un calciatore inglese, attaccante svincolato.

## Carriera

### Nazionale
Ha giocato nelle nazionali giovanili inglesi Under-18, Under-19 ed Under-20.